# Alexander Meyer von Bremen
Alexander Meyer von Bremen, genannt MvB (* 5. Dezember 1930 in Leipzig; † 7. Februar 2002 in Duisburg) war ein deutscher Pianist, Komponist, Arrangeur und Musikpädagoge.

## Leben
Alexander Meyer von Bremen entstammte einer Künstlerfamilie – sein Urgroßvater war der Kunstmaler Johann Georg Meyer, genannt Meyer von Bremen. Er wurde 1930 als Sohn des Komponisten Helmut Meyer von Bremen (1902–1941) und der Pianistin Vera Gassert in Leipzig geboren. Ab dem achten Lebensjahr erhielt er zunächst Klavierunterricht durch seinen Vater, nach dessen Tod durch seine Mutter. Im Zuge eines Preises der Reichsmusikkammer 1942 veröffentlichte er seine erste Schallplattenaufnahme mit Bachs Präludium aus dem Wohltemperierten Klavier bei Polydor. Er besuchte die humanistische Thomasschule zu Leipzig und war Mitglied des Thomanerchors. Bis 1946 erhielt er Orgel- und Cembalunterricht bei Thomaskantor Günther Ramin. Von 1946 bis 1949 studierte er in den Hauptfächern Klavier und Tonsatz an der Staatlichen Hochschule für Musik – Mendelssohn-Akademie in Leipzig. Es entstanden erste Kompositionen. Danach betätigte er sich als Pianist und Kammermusiker. Er tourte durch Sachsen und Thüringen und trat bei der Mitteldeutschen Rundfunk AG auf. Ausgezeichnet mit ersten Preisen, gab er 1949 und 1959 mehrere Klavierabende in Nordrhein-Westfalen und Niedersachsen (Bochum, Bonn, Dortmund, Essen, Gütersloh, Osnabrück und Recklinghausen).
1951 verließ er die DDR und siedelte mit Hilfe eines Stipendiums der Stadt Recklinghausen in die Bundesrepublik Deutschland über. Auch wurde er durch die Studienstiftung des deutschen Volkes und den Bergwerksdirektor Bernhard Florin unterstützt. Von 1951 und 1954 setzte er sein Musikstudium an der Hochschule für Musik Köln fort. Sein wichtigster Mentor wurde der Schweizer Komponist Frank Martin. Klavier- und Cembalounterrichte erhielt er bei Adolf Hoffmann. Nach dem Staatsexamen 1954 gab er gemeinsam mit Martin Konzerte in Deutschland, Dänemark und den Niederlanden. Von 1957 bis 1959 war er mit dem ungarischen Geiger Tibor Varga auf Europatournee. Zahlreiche Musiker begleitete er in dieser Zeit am Klavier u. a. Doris Konrad, Bernhard Kontarsky, Alfred Lessing, Erich Penzel, Hans-Christian Siegert, Nelly Söregi-Wunderlich und Jürgen Wolf. Des Weiteren trat er als Konzertbegleiter bei europäischen Rundfunkanstalten auf. In den späten 1950er Jahren folgten Kompositionskurse bei Wolfgang Fortner, Ernst Krenek und Hans Werner Henze.
Ab 1959 war er am Konservatorium der Stadt Duisburg tätig, wo er 1961 hauptamtliche Lehrkraft wurde. Bis 1995 wirkte er an der daraus entstandenen Niederrheinischen Musikschule der Stadt Duisburg und erhielt parallel bis 1997 Lehraufträge für Tasteninstrumente, Tonsatz, Kammermusik und Korrepetition an der ebenfalls ausgegliederten Abteilung Duisburg der Folkwang-Hochschule Essen. Zudem arbeitete als Pianist und Arrangeur beim Tea-Time-Ensemble Düsseldorf mit Musikern der Düsseldorfer Symphoniker zusammen. Von 1957 bis 1987 war er Mitglied des „Westdeutschen Trios“.
Auch mit seinem Sohn Olaf Meyer von Bremen trat er musikalisch in Erscheinung. Zu seinem 70. Geburtstag wurde im Theater Duisburg eine Matinee veranstaltet. Nach schwerer Krankheit verstarb er 2002 im Marienhospital Duisburg. Ihm zu Ehren fand am Totensonntag 2010 ein Gedenkkonzert in Duisburg-Baerl statt.

## Werk
Meyer von Bremens Œuvre umfasst mehr als 100 Werke. 1952 wurde sein Violinkonzert durch Ludwig Schuster und das Orchester des Landestheaters Halle unter der Leitung von Horst-Tanu Margraf uraufgeführt. Schuster verantwortete im selben Jahr in Recklinghausen  die Uraufführung seiner Violinsonate. Im Rahmen der Darmstädter Ferienkurse 1956 führte das Duo Alfons und Aloys Kontarsky seine Suite für zwei Klaviere op. 56 a urauf.

## Auszeichnungen
- Preise beim Instrumentalwettbewerb der Reichsmusikkammer zum „Tage der deutschen Hausmusik“ 1941 und 1942[2]
- Diplom beim Bachpreis in Leipzig (Ehrenjuror u. a. Dmitri Schostakowitsch) 1950[1]
- Förderungspreis des Robert-Schumann-Preises der Stadt Düsseldorf 1955
- Förderpreis des Landes Nordrhein-Westfalen für junge Künstlerinnen und Künstler in der Sparte Musik 1957[4]
- Musikpreis des Kulturkreises der deutschen Wirtschaft im BDI e.V. 1958[5]
- BASF-Kompositionspreis 1960
- Sonderpreis des Johann-Wenzel-Stamitz-Preises für Musik 1989